# Pereute telthusa
Pereute telthusa är en fjärilsart som först beskrevs av William Chapman Hewitson 1860.  Pereute telthusa ingår i släktet Pereute och familjen vitfjärilar. Inga underarter finns listade i Catalogue of Life.

## Bildgalleri

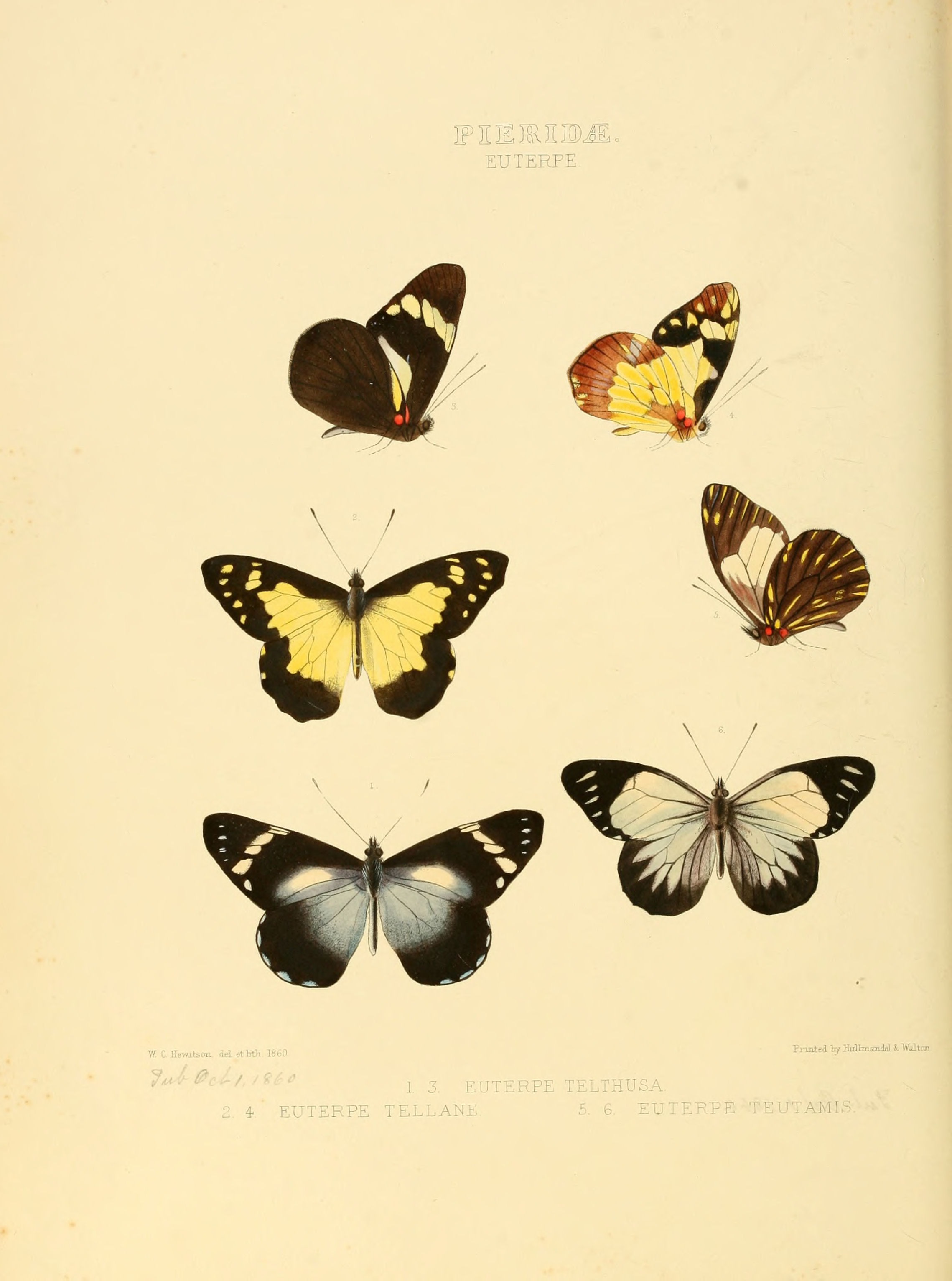